# Cylindrocladiella camelliae
Cylindrocladiella camelliae är en svampart som först beskrevs av Venkataram. & C.S.V. Ram, och fick sitt nu gällande namn av Boesew. 1982. Cylindrocladiella camelliae ingår i släktet Cylindrocladiella och familjen Nectriaceae.   Inga underarter finns listade i Catalogue of Life.